# 주우극
주우극(朱祐極, 1469년 6월 7일 ~ 1472년 3월 5일)은 명나라의 황족으로 성화제의 장남이자 첫 번째 황태자로 생모는 현비 백씨(賢妃 柏氏)이다.
1469년 태어났고 1471년 11월 16일 황태자에 책봉되었으나 이듬해인 1472년 만귀비에게 모친인 현비와 함께 독살당했다. 성화제는 주우극의 시호를 도공태자(悼恭太子)라 하였다.

## 가족
- 부황: 성화제
- 모후: 단순현비(端順賢妃) 백씨(柏氏)
- 본인: 도공태자 주우극

## 참고
- 朱祐極